# أندريا إلسون
أندريا إلسون (بالإنجليزية: Andrea Elson)‏ هي عارضة وممثلة أمريكية، ولدت في 6 مارس 1969 في نيويورك في الولايات المتحدة.

## أعمال

### مسلسلات
- خطوة بخطوة

## وصلات خارجية
- أندريا إلسون على موقع IMDb (الإنجليزية)
- أندريا إلسون على موقع روتن توميتوز (الإنجليزية)
- أندريا إلسون على موقع ألو سيني (الفرنسية)
- أندريا إلسون على موقع أول موفي (الإنجليزية)
- أندريا إلسون على موقع إن إن دي بي (الإنجليزية)
- أندريا إلسون على موقع قاعدة بيانات الفيلم (الإنجليزية)
- أندريا إلسون على موقع كينوبويسك (الروسية)